# William H. Ziegler
William H. Ziegler (* 4. September 1909 in Philadelphia, Pennsylvania; † 2. Juli 1977 in Encino, Kalifornien, USA) war ein US-amerikanischer Filmeditor.
Er war von 1936 bis 1975 für den Filmschnitt von fast 100 Filmen verantwortlich, darunter viermal für Alfred Hitchcock. Dreimal war er für den Oscar nominiert: 1959 für Die tolle Tante, 1963 für Music Man und 1965 für My Fair Lady. 1977 starb er nach langer schwerer Krankheit.

## Filmografie (Auswahl)
- 1930: Angeheitert (Blotto)
- 1935: Fräulein Wirbelwind (Vagabond Lady) (Schnittassistent)
- 1936: On The Wrong Trek
- 1936: Sabotage
- 1939: Kettensträfling in Australien (Captain Fury)
- 1940: Auf hoher See (Saps At Sea)
- 1943: Jack London
- 1944: Ich werde dich wiedersehen (I'll Be Seeing You)
- 1948: Cocktail für eine Leiche (Rope)
- 1949: Verführt (Not Wanted)
- 1950: Unser Admiral ist eine Lady (The Admiral Was a Lady)
- 1950: Lügende Lippen (Never Fear)
- 1951: Der Fremde im Zug (Strangers On a Train)
- 1951: Hard, Fast and Beautiful
- 1952: Der König der Wildnis (The Lion and the Horse)
- 1953: El Khobar – Schrecken der Wüste (The Desert Song)
- 1955: Man soll nicht mit der Liebe spielen (Young at Heart)
- 1955: Urlaub bis zum Wecken (Battle Cry)
- 1955: … denn sie wissen nicht, was sie tun (Rebel Without a Cause)
- 1957: Picknick im Pyjama (The Pajama Game)
- 1958: Die tolle Tante (Auntie Mame)
- 1959: Der Mann aus Philadelphia (The Young Philadelphians)
- 1959: Man nannte ihn Kelly (Yellowstone Kelly)
- 1962: Abenteuer in Rom (Rome Adventure)
- 1962: Music Man (The Music Man)
- 1964: My Fair Lady
- 1966: Simson ist nicht zu schlagen (A Fine Madness)
- 1968: Die fünf Vogelfreien (Firecreek)
- 1968: Der Engel mit der Mörderhand (Pretty Poison)
- 1969: Topas (Topaz)
- 1970: El Condor
- 1971: Der Omega-Mann (The Omega Man)
- 1972: 1776 – Rebellion und Liebe (1776)
- 1974: McQ schlägt zu (McQ)